# Национальный музей декоративного металла

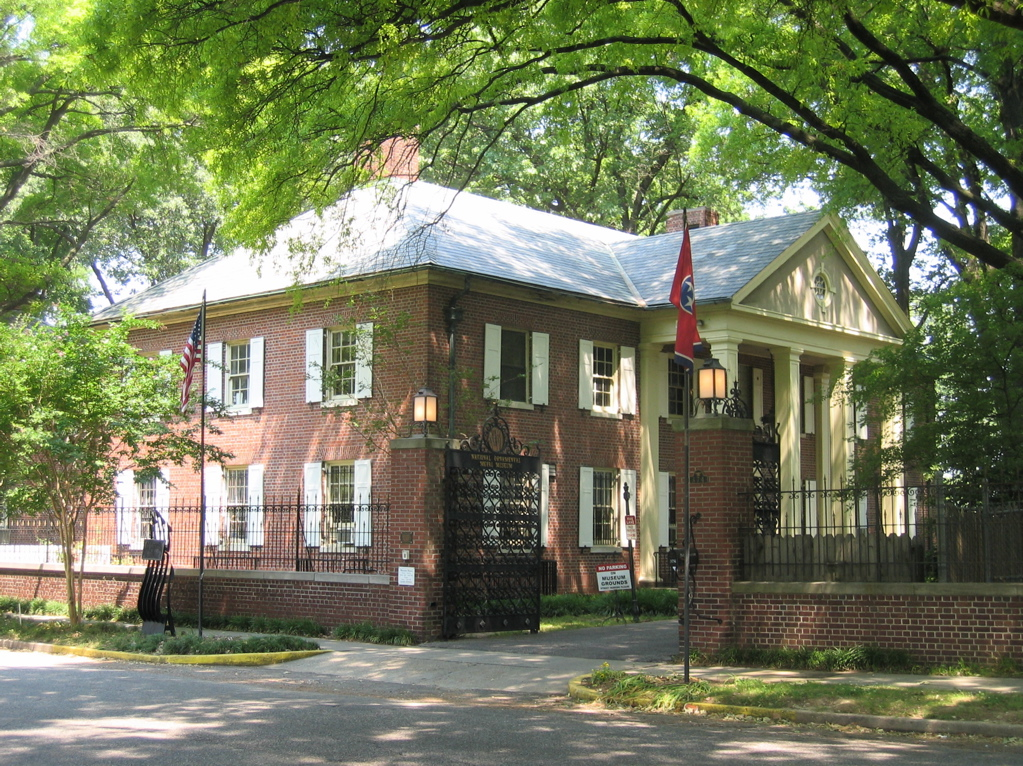
Музей декоративного металла (2006)

Национальный музей декоративного металла (англ. National Ornamental Metal Museum) — это музей выставки современных и исторических металлоконструкций, расположенный в Мемфисе, штат Теннесси, США. Музей построен из кирпича и находится на обрыве реки Миссисипи. В 1930-х годах, музей выполнял функцию морского госпиталя. Национальный музей декоративного металла является единственным в США музеем, который продвигает ремесло металлоконструкций. Музей служит учебным заведением для молодых художников. Этот музей стал центром металлического искусства. Музей финансируется благодаря щедрости волонтёров.

## Экспонаты

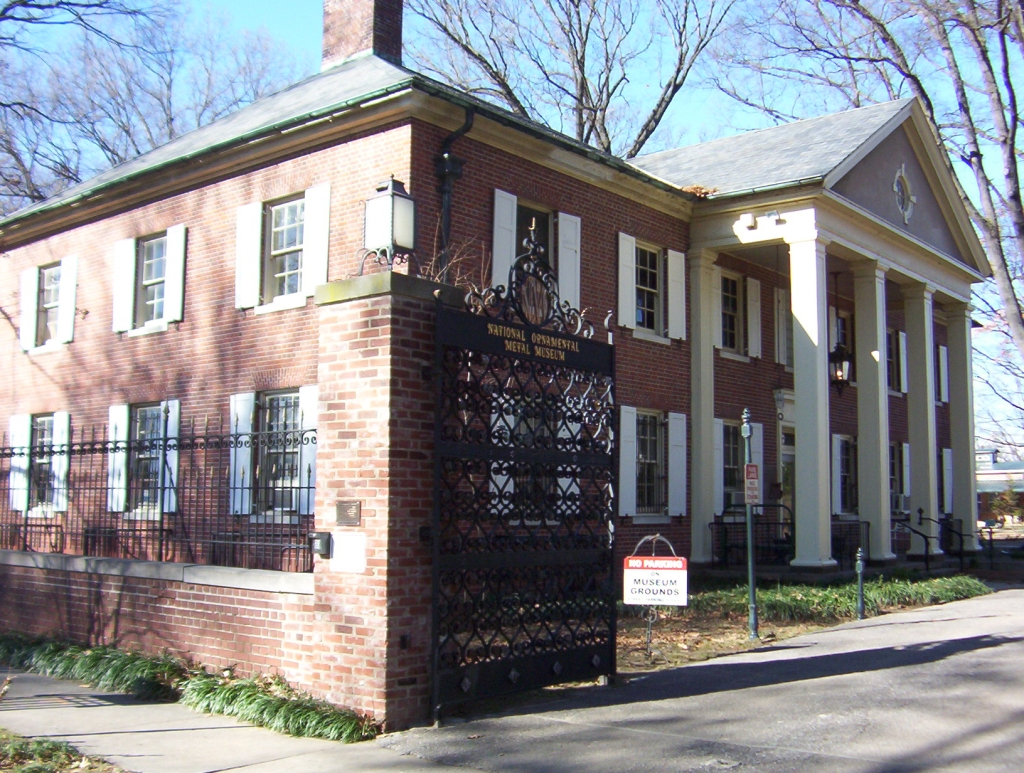
Музей декоративного металла (2008)

Музей имеет в своей коллекции около 3000 экспонатов. Также проводятся передвижные выставки. На территории музея работают кузница. В которой каждый может попрактиковаться в ковке метала.

## Дни ремонта
Каждый год, в октябре, проходят Дни ремонта, где волонтеры-ремесленники ремонтируют металлические экспонаты любых типов. Это является популярным мероприятием по сбору средств. Все доходы идут на пользу музею.